# O Abismo Prateado
O Abismo Prateado é um filme brasileiro de drama dirigido por Karim Aïnouz e roteirizado por Beatriz Bracher. O filme teve sua primeira estreia na mostra Quinzena dos Realizadores no Festival de Cinema de Cannes em 2011, e Alessandra Negrini ganhou o prêmio de Melhor Atriz no Festival de Havana pelo seu papel no mesmo ano.

## Sinopse
Violeta (Alessandra Negrini) é uma dentista e tem um filho adolescente (João Vitor Silva) com Djalma (Otto Jr.), com quem é casada há 14 anos. Ela havia acabado de se mudar para um apartamento em Copacabana, e após uma pausa na sua clínica ela encontra uma mensagem na secretária do celular de seu marido, dizendo que está lhe deixando e irá morar em Porto Alegre.[carece de fontes?]

## Elenco
- Alessandra Negrini como Violeta Pasquim
- Camila Amado como Norma
- Carla Ribas como Elvira
- Thiago Martins como Nassir
- Gabi Pereira como Bel
- João Vítor Silva como Gabriel Pasquim
- Otto Jr. como Djalma Pasquim
- Sérgio Guizé como João
- Milton Gonçalves como Heitor

## Produção
A produção procurava fazer um filme baseado em uma das músicas do cantor de MPB Chico Buarque, e a escolhida foi "Olhos nos Olhos". Sendo o quarto filme dirigido por Karim Aïnouz, ele diferencia dos outros filmes do diretor, em que se encontra no atualmente dos personagens, ao contrário de filmes anteriores. Ele também disse que imaginou uma personagem contida na música, já que por autoria própria ele decidiu não perguntar o autor da música identificações desta pessoa.

## Lançamento
O filme teve sua primeira estreia no Festival de Cinema de Cannes na mostra Quinzena dos Realizadores em 2011 e sua estreia comercialmente no Brasil em 26 de março de 2013.

## Recepção
Francisco Russo do site AdoroCinema pontuou o filme com três estrelas e meia de cinco, dizendo que a canção tema do filme é dura e esperançosa e que a atuação de Alessandra Negrini foi corajosa, pois o personagem passa por uma troca rápida de reação. David Rooney do The Hollywood Reporter comentou que o filme apesar das poucas palavras ele passa uma informação rica e bonita. Ele também acrescentou que na ida a procura de seu marido pelas ruas da cidade as luzes parecem "sacudi-la e acalmá-la de alguma forma."

## Prêmios e indicações
| Ano  | Prêmio             | Categoria             | Indicação                                 | Resultado | Ref           |
| ---- | ------------------ | --------------------- | ----------------------------------------- | --------- | ------------- |
| 2011 | Festival de Havana | Melhor Atriz          | Alessandra Negrini                        | Venceu    | [ 8 ]         |
| 2011 | Festival de Havana | Melhor Trilha Sonora  | Waldir Xavier, Ricardo Cutz, Leandro Lima | Venceu    | [ 8 ]         |
| 2011 | Festival de Havana | Melhor Cinematografia | Mauro Pinheiro Jr.                        | Venceu    | [ 8 ]         |
| 2011 | Festival de Havana | Segundo Prêmio Coral  | Karim Ainouz                              | Venceu    | [ 9 ]         |
| 2011 | Festival do Rio    | Première Brazil       | Melhor Diretor Karim Ainouz               | Venceu    | [ 10 ] [ 11 ] |